# Sunspot Records
Sunspot Records was een klein onafhankelijk platenlabel uit de jaren 90. Het label gaf voornamelijk muziek uit van bands van de Oostkust van de Verenigde Staten. Het heeft in totaal zeven albums uitgegeven, van bands zoals Ordeal, Avail, Shades Apart, Fly, 1.6 Band, Fine Day, en Groove. Het label werd opgericht door Bryan Wassom totdat het werd opgeheven in 1994.

## Discografie
| Jaar | Band         | Titel                            | Type   | Formaat  |
| ---- | ------------ | -------------------------------- | ------ | -------- |
| 1991 | Ordeal       | Why                              | ep     | 7-inch   |
| 1991 | Avail        | Who's to Say What Stays the Same | ep     | 7-inch   |
| 1991 | Shades Apart | Dude Danger                      | ep     | 12-inch  |
| 1992 | Groove       | Demo                             | ep     | cassette |
| 1992 | Fly          | We Know                          | single | 7-inch   |
| 1992 | 1.6 Band     | Tongue Family Style              | ep     | 7-inch   |
| 1992 | Fine Day     | Extinct/Soot                     | single | 7-inch   |
| 1992 | Groove       | Crutch/Overcast                  | single | 7-inch   |